# Michael A. Landes

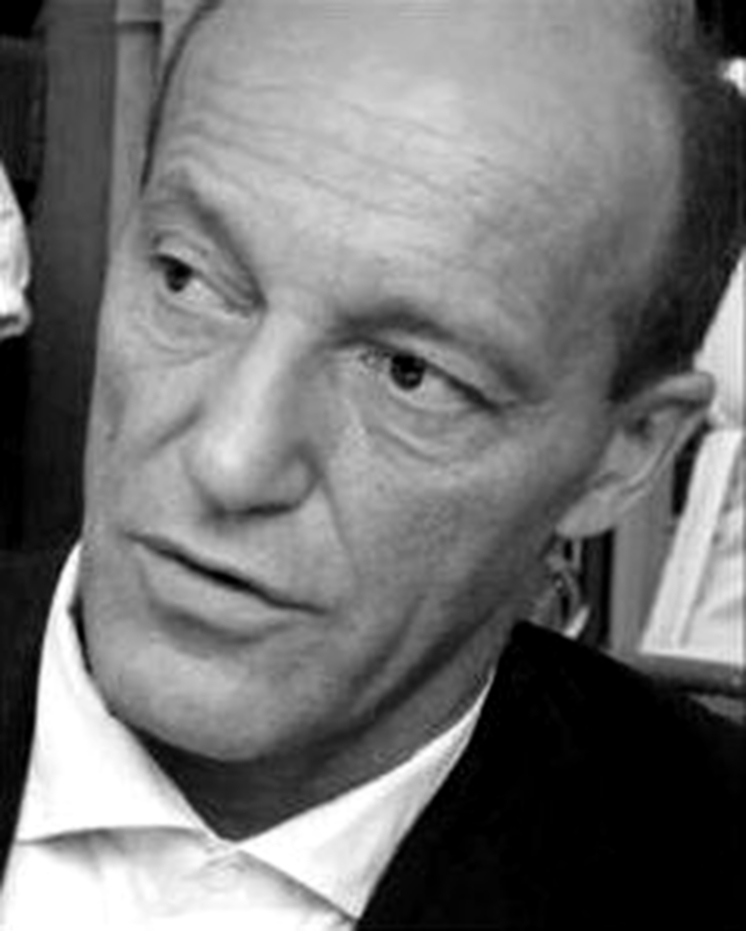
Michael A. Landes, vor 2006

 Michael Alexander Landes (* 4. Juni 1948 in Frankfurt am Main) ist ein deutscher Architekt, Stadtplaner und Möbeldesigner.

## Leben
Michael A. Landes, geboren als Sohn von Charlotte Landes, geborene Rühle, und des 1958 habilitierten Arztes Erich Landes (1921–2019), der ab 1963 außerplanmäßiger Professor für Dermatologie an der Universität Frankfurt am Main (später  Ärztlicher Direktor der Städtischen Hautklinik in Darmstadt und wohnhaft in Darmstadt-Eberstadt) war. Michael Alexander Landes studierte in den Jahren 1970 bis 1976 Architektur an der Technischen Hochschule Darmstadt. Danach unternahm er eine zweijährige Weltreise.
Ab 1978 widmete er sich erfolgreich mit unterschiedlichen Partnern Architekturwettbewerben und Projekten in Deutschland. Mit Wolfgang Rang richtete er 1979 ein Büro ein. Von 1980 bis 1985 hatte er an der Technischen Hochschule (TH) Darmstadt einen Lehrauftrag. 1981 gingen die Architekten eine weitere Partnerschaft mit der Bezeichnung Berghof Landes Rang ein.
Das Büro war eines der bedeutendsten Vertreter der Postmoderne in Deutschland. Die Landeszentralbank (LZB) in Frankfurt (1988, in Arbeitsgemeinschaft mit Jourdan & Müller), ist ein Beispiel. Der Neubau der LZB wurde mit dem Deutschen Naturwerkstein-Preis 1989 ausgezeichnet. Die Kunstmöbel Frankfurter Hochhausschrank F1 und F2 sowie Frankfurter Sternenstuhl F3 sind Meisterwerke des Postmodernen Designs und Bestandteil zahlreicher internationaler Museen.
1995 entstand das Büro Landes & Partner Architekten in Frankfurt am Main. Das Büro übernimmt Arbeiten in Planungsbereichen wie Städtebau, Hochbau, Innenarchitektur und Möbeldesign. Für das Ensemble Union-Gelände in Frankfurt wurde ihm die Martin-Elsaesser-Plakette für „Ausgezeichnete Architektur in Hessen 1998–2003“ des Bundes Deutscher Architekten (BDA) Hessen vergeben. Die Hansahöfe in Frankfurt sind 2014 mit der Auszeichnung für Vorbildliches Bauten der Architektenkammer Hessen anerkannt. Nach der Überarbeitung an dem Wettbewerb Goethehöfe-Deutsches Romantik-Museum in Frankfurt, baute er 2015–2018, in einer Planungsgemeinschaft mit Christoph Mäckler das Ensemble Goethehöfe mit dem Cantate-Saal, dem Deutschen Romantik-Museum, Wohnungen und dem Museumscafé, das neben dem Goethe-Haus und dem Freien Deutschen Hochstift in der Frankfurter Innenstadt entsteht.
Michael A. Landes lebt in Frankfurt-Sachsenhausen, hat drei Geschwister (Brigitte, Thomas und Sabine), ist verheiratet und hat vier Kinder.

## Bauten und Projekte
Berghof Landes Rang
- 1984: Wohngebäude Saalgasse Nr. 16, Römerberg in Frankfurt am Main[7][8]
- Landeszentralbank in Hessen (HELABA), in Arbeitsgemeinschaft mit Jourdan & Müller, Frankfurt am Main[9]
- 1985–1991: Bürgerhaus, Wohn- und Büroensemble Rottweiler Platz, Frankfurt am Main
- ab 1988: Umgestaltung der U-Bahn-Station Römerberg, Frankfurt am Main

Landes & Partner Architekten
- Innenarchitektur: Gallus Theater, Frankfurt am Main
- Wohnanlage Gartenstraße, Frankfurt am Main-Sachsenhausen
- Tierärztliche Klinik Dr. Hach, Frankfurt am Main
- Medienhaus Hanauer Landstraße, Frankfurt am Main
- 1998–2000: Union Gelände, Frankfurt am Main (Gastronomie, Kultur, Läden, Lofts, Büro- und Wohnhäuser)
- 2005: Torhaus Herrenapfelstraße, Frankfurt am Main
- 2009: Straßenbahndepot Sachsenhausen (Frankfurter Rundschau, Stadtbibliothek, Supermarkt und Wohnungen) in Landes & Wentz GmbH
- 2010: Bethmann Kolonnaden für Steigenberger Immobilien GmbH
- 2010: Drei Wohnhäuser, „Hansapark“, Hansaallee, Frankfurt am Main[10]
- 2010: Elsässer Hof, für Unmüssig Bauträgergesellschaft Baden mbH, Freiburg im Breisgau
- 2011: Mehrfamilienhäuser, Diakonissen Areal für ABG Frankfurt Holding, Frankfurt am Main
- 2013: Mietwohnungen „Frank an der Frankenallee“, Frankfurt am Main, Frankenallee/Kriegkstraße für Frank-Gruppe[11]
- 2013: Haus „Stadt Mailand“ am Markt Nr. 38, Dom-Römer-Quartier, Frankfurt am Main
- 2014: Wohnanlage in Europaviertel für Bouwfonds, Frankfurt am Main
- 2014: Hansahöfe, Frankfurt am Main, für Ali Selmi GmbH[12]
- 2014: „Goethehöfe – Deutsches Romantikmuseum in Frankfurt am Main“, Zweiter Preis des Wettbewerbs, ebenso wie Christoph Mäckler und Volker Staab[13]
- 2014–2015: „The Twentyfive“, Frankfurt am Main-Westend, Niedenau 25[14]
- 2015: Hotel „Tobaccon“ in Bensheim für Streit GmbH
- 2015–2018: Goethehöfe – Deutsches Romantik-Museum, in Planungsgemeinschaft mit Christoph Mäckler Architekten, für ABG Frankfurt Holding, Frankfurt am Main
- 2015: Frank an der Kennedyallee, Frankfurt am Main für Frank-Gruppe
- 2015: Motel One in Freiburg
- 2015: Projekt Blue Horizon in Frankfurt am Main für Hans-Peter Unmüßig. Baubeginn Anfang 2017[15]